# Karsten Weddige
Karsten Weddige ist ein deutscher Geologe und Paläologe.

## Werdegang
Von 1964 bis 1966 studierte Weddige an der Technischen Universität Berlin Physik und Mathematik. Von 1966 bis 1972 wechselte Weddige zur Geologie und Paläontologie an der Philipps-Universität Marburg. Er blieb nach dem Diplom als Doktorand an der Universität und promovierte 1977. Bis 1985 arbeitete er auf einer Assistenzstelle an der Ludwig-Maximilians-Universität München.
1987 schließlich wechselte er zum Institut von Wolfgang Struve nach Frankfurt am Main. Seit 1990 leitet er die Abteilung für Paläozoologie. 1993 nahm Weddige seine Lehrtätigkeit an der Berufsfachschule für Technische Assistenten für naturkundliche Museen und Forschungsinstitute in Frankfurt am Main auf und lehrte dort bis 2005.

## Forschungsinteressen
Weddige arbeitete an der Taxonomie von Conodonten sowie an der Chronologie auf der Basis von Conodonten, mit der die Schichtungen der Devon-Zeit zeitlich gegliedert wird. Die daraus entstehende Beschreibung der Stammesgeschichte (Phylogenie) ist ein Mittel zur Bestimmung von Veränderungen im heute wichtigsten Leitfossil des Devonzeitalters, also den Conodonten. Aus dem überregionalen Vergleich solcher Erkenntnisse wird die Erdgeschichte als ganzes sichtbar gemacht.
Neben seinen Forschungs- und Lehrtätigkeiten wirkte Weddige seit 1994 als Chefredakteur der Senckenbergiana lethaea, einer geologisch-paläologischen Fachzeitschrift. Seit 1995 gibt Weddige die Devon-Biographie elektronisch heraus, sowie seit 1996 die Devon-Korrelationstabelle (Devonian Correlation Table, DCT).

## Schriften

### Bücher
- (1972) Stratigraphische und fazielle Untersuchung an der Eifel/Givet-Grenze und in der Givet-Stufe auf Blatt Attendorn (nördlich des Massenkalkes)
- (1975) Biostratigraphy and paleoecology of conodonts from the type Eifelian, lower Middle Devonian, Germany.; mit W. Ziegler
- (1977) Die Conodonten der Eifel-Stufe im Typusgebiet und in benachbarten Faziesgebieten
- (2004) Ostracods of Thuringian provenance from the Devonian of Morocco (lower Emsian - middle Givetian; South-Western Anti-Atlas)
- (2015) Stratigraphie von Deutschland, Band VIII: Devon

### Artikel
- (2004) Addendum (1) zu Basse & Weddige (2004): Typen-Katalog der Trilobiten-Sammlung des Naturmuseums und Forschungsinstituts Senckenberg; In: Palaeobiodiversity and Palaeoenvironments Bd. 86, 1. Dezember 2006, Nr. 2, date:12.2006: 261–264
- (2006) Devonian correlation table; In: Palaeobiodiversity and Palaeoenvironments Bd. 86, 1. Dezember 2006, Nr. 2, date:12.2006: 327–347
- (2006) Stratigraphy of the Shiskat Paleozoic reference section (Southern Tien-Shan, Central Tajikistan); In: Palaeobiodiversity and Palaeoenvironments Bd. 86, 1. Dezember 2006, Nr. 2, date:12.2006: 289–319